# Die drei Treuen Nachbarn

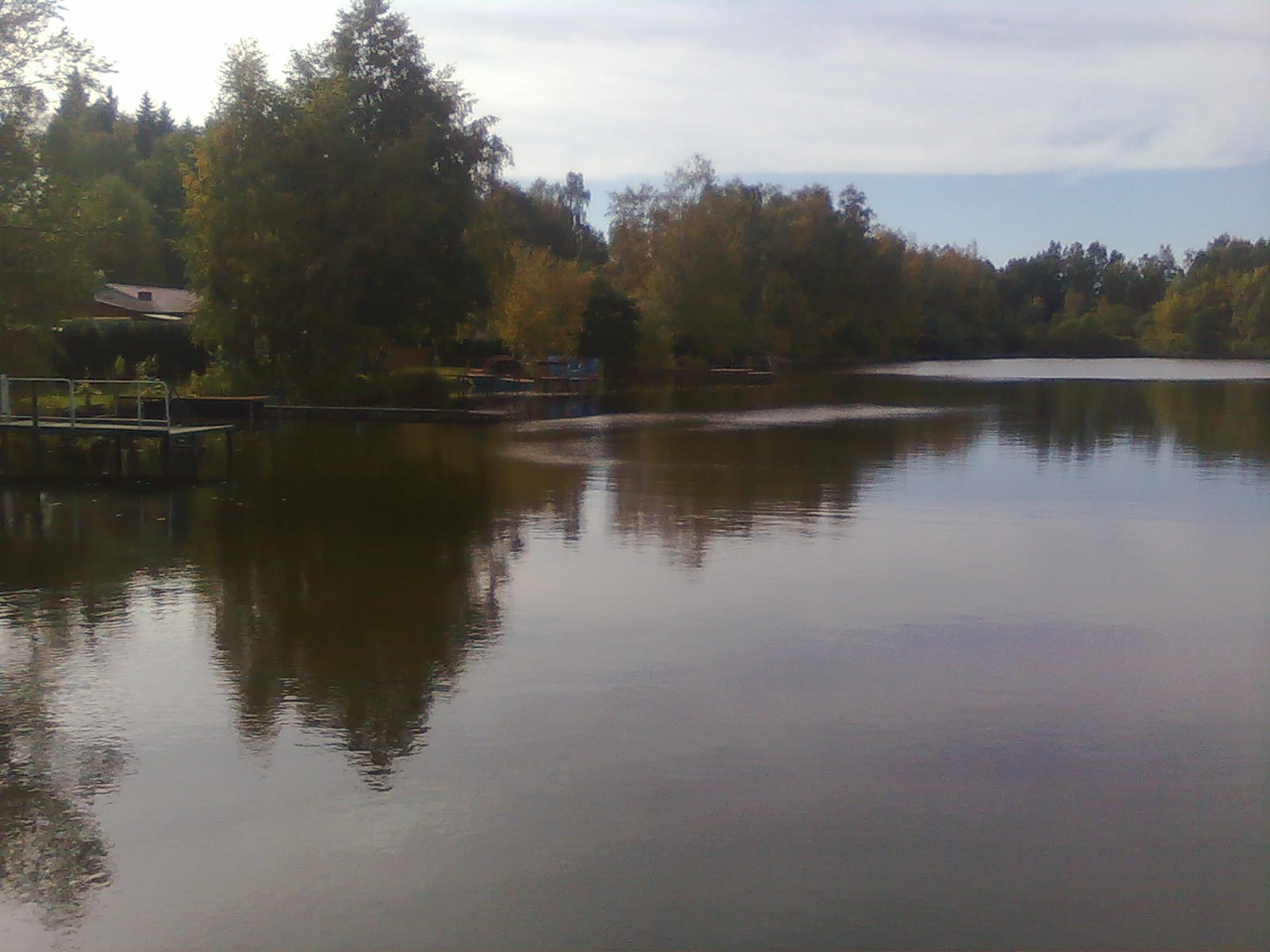
Treuer Nachbarteich

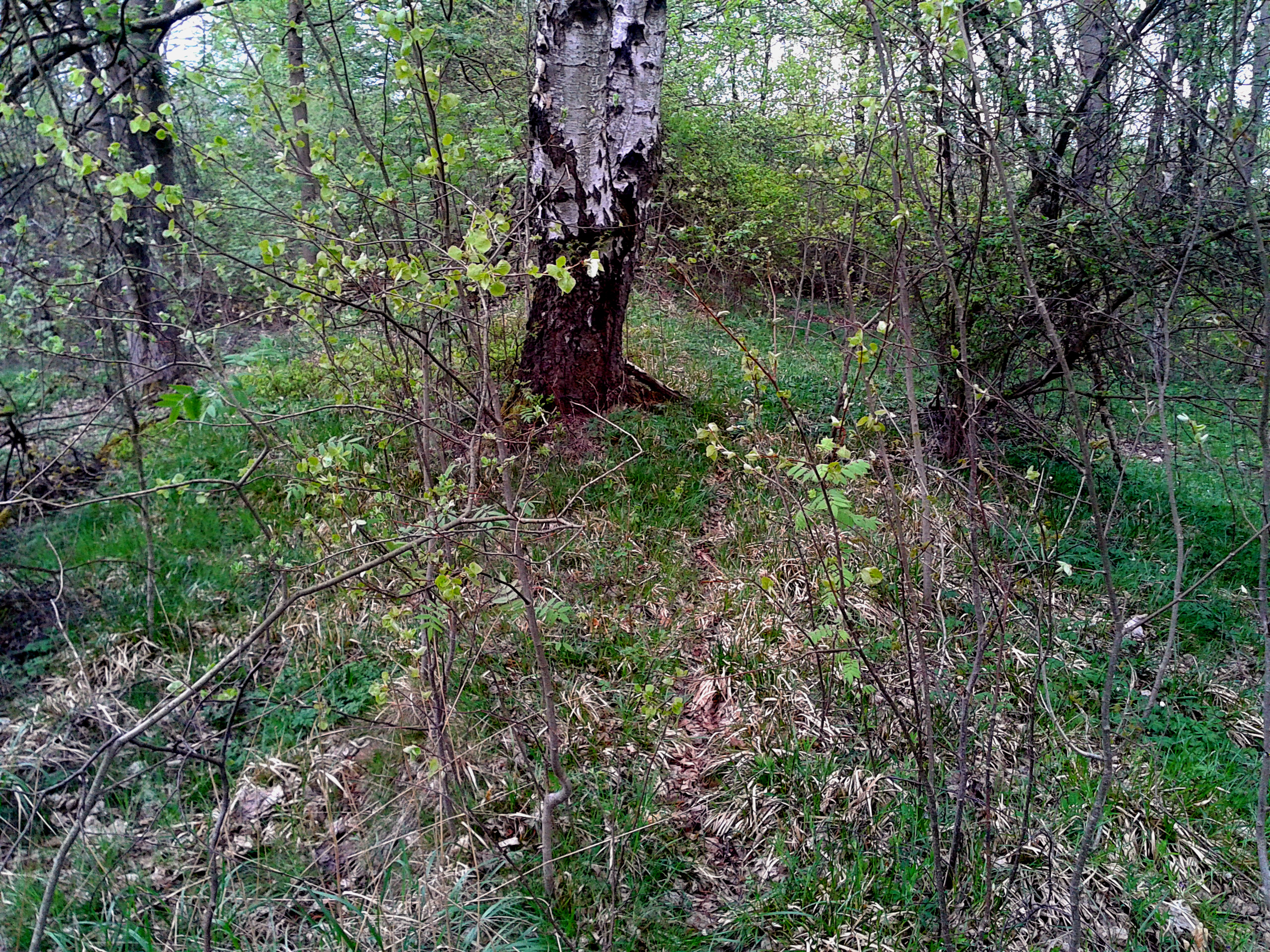
Reste des mittleren Damms

Die drei Treuen Nachbarn waren eine Staukaskade, bestehend aus drei Kunstteichen in der Montanregion Harz. Zwei davon sind noch erhalten. Sie liegen auf dem Stadtgebiet von Harzgerode in Sachsen-Anhalt, etwa zwei Kilometer südlich von Straßberg.

## Geschichte
Die Teiche wurden unter Leitung von Berghauptmann Georg Christoph von Utterodt etwa 1704 angelegt. Die Aufschlagwässer wurden ursprünglich über den Schindelbrücher Kunstgraben zu den Gruben geleitet. Später erfolgte eine Erweiterung durch Christian Zacharias Koch. Die Aufschlagwässer wurden nun auch durch den Ludengraben eingeleitet.
Der erste und dritte Teich sind als Fauler Pfützenteich und Treuer Nachbarteich erhalten geblieben. Alle Teiche und Dammreste gehören heute zum Flächendenkmal Unterharzer Teich- und Grabensystem.

## Mittlerer Teich
Der mittlere Teich wurde aufgeschnitten und ist teilweise verlandet. Der Zeitpunkt des Aufschneidens ist nicht bekennt, bereits auf Karten von 1939 ist der mittlere Teich nicht mehr vorhanden.  Der Damm wurde, möglicherweise im Zuge der Rekonstruktion des Treuen Nachbarteichs, teilweise abgetragen.